# 친영

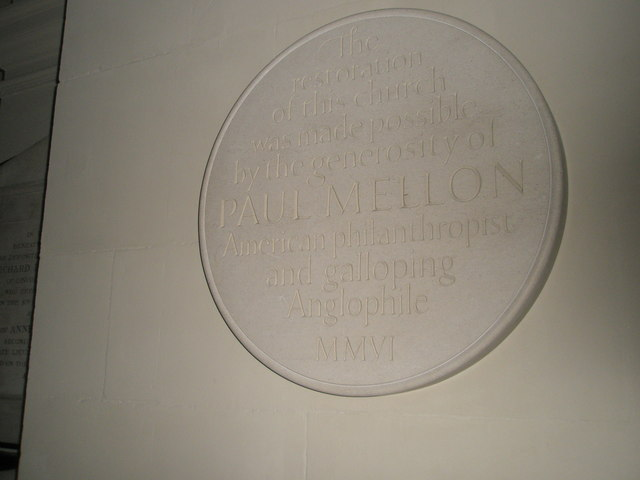

친영(親英, Anglophile) 또는 친영파(親英派, Pro-British)은 문화적으로 영국을 선호하고 애호하는 경향이나 외교 정책을 의미한다. Anglophile라는 영어 글자의 의미는 영국 문화와 사람, 잉글랜드를 존경하는 사람을 말한다.

## 대한민국
대한민국에서는 장면 등 영국 유학생들이 있었으나 이승만, 박정희 등 친미성향으로 평가되는 정부의 위세에 눌려 있었다. 그러나 영국 여행을 다녀온 사람, 일부 성공회(영국에 기원을 두고 있음) 신자, 그 밖에 다양한 이유로 친영성향을 가진 사람들이 생겨났고, 영국 문화에 대한 연구 비중도 늘어났다.

## 같이 보기
- 앵글로색슨족
- 브리티시 인베이전
- 쿨 브리타니아
- 영국의 문화
- 특별한 관계